# Luca Romagnoli
Pour les articles homonymes, voir Romagnoli.
Luca Romagnoli (né le 12 septembre 1961 à Rome) est un homme politique italien, ancien membre (2004-2009) du Parlement européen pour l'Italie du Sud, élu sur les listes du parti d'extrême droite Fiamma Tricolore dont il est exclu en décembre 2013 : il rejoint peu après Droites unies.

## Biographie
Élu en 2004, Luca Romagnoli siège au Parlement européen en tant que non-inscrit. 
Il fait partie du Comité des transports et du tourisme ;  il est suppléant pour le Comité sur l'emploi et les affaires sociales, et membre de la Délégation pour les relations avec le Mercosur.
Romagnoli est faiblement négationniste, et a affirmé dans une entrevue qu'il n'a « aucun élément pour affirmer si les chambres à gaz des camps d'extermination ont existé ou non ». Cependant, il s'est rétracté ultérieurement dans une entrevue accordée au journaliste Enrico Mentana, affirmant avoir été mal compris. 